# Svor

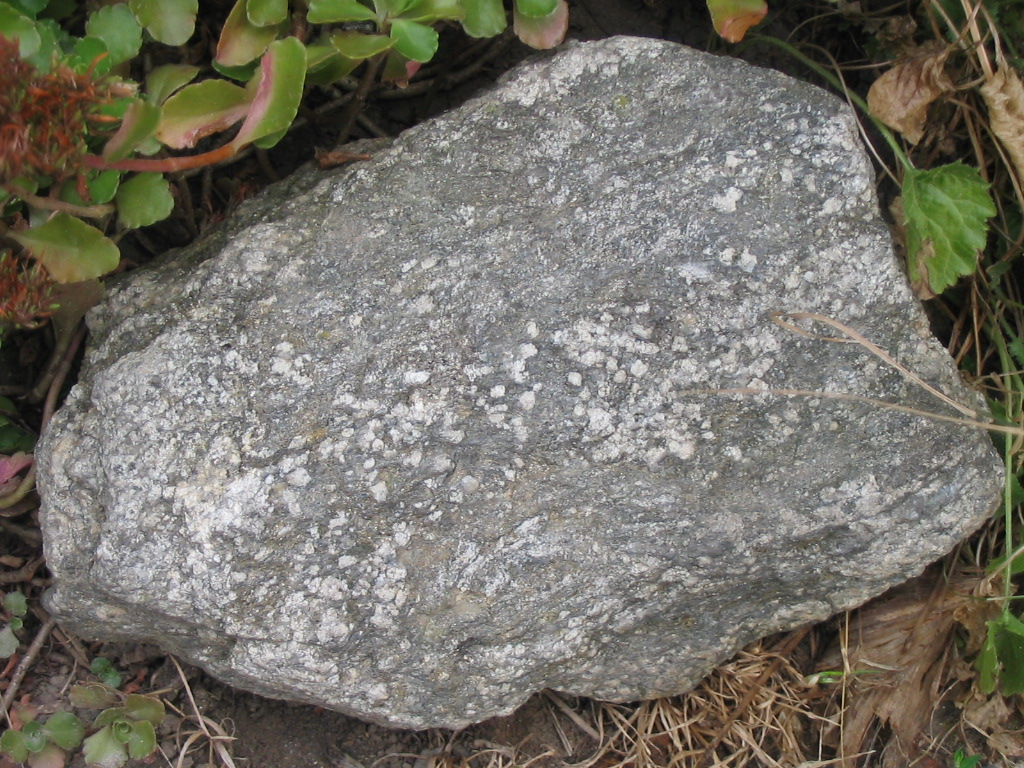
Svor

Svor je přeměněná hornina, která vzniká při středním stupni regionální přeměny hornin. Někdy bývá též označován jako slídnato-křemenná břidlice. Patří do nižší části amfibolitové facie. Je řazen mezi krystalické břidlice.

## Vznik
Svor se tvoří se při větším tlaku a vyšší teplotě, především z pelitických – jílových a písčitých usazenin, hlavně při orogenní, regionální metamorfóze. Některé svory také mohou vznikat retrográdní přeměnou. (diaftorézou rul). Svory v přírodě plynule přecházejí do geneticky podobných hornin jako jsou slaběji metamorfované svorové fylity, které jsou jemnozrnnější, s mikrošupinkovitým sericitem, nebo vzájemně prostupují s více metamorfovanými svorovými rulami, které mají větší zrnitost a vyšší obsah živců, které jsou navíc více bazické.

## Složení a vlastnosti

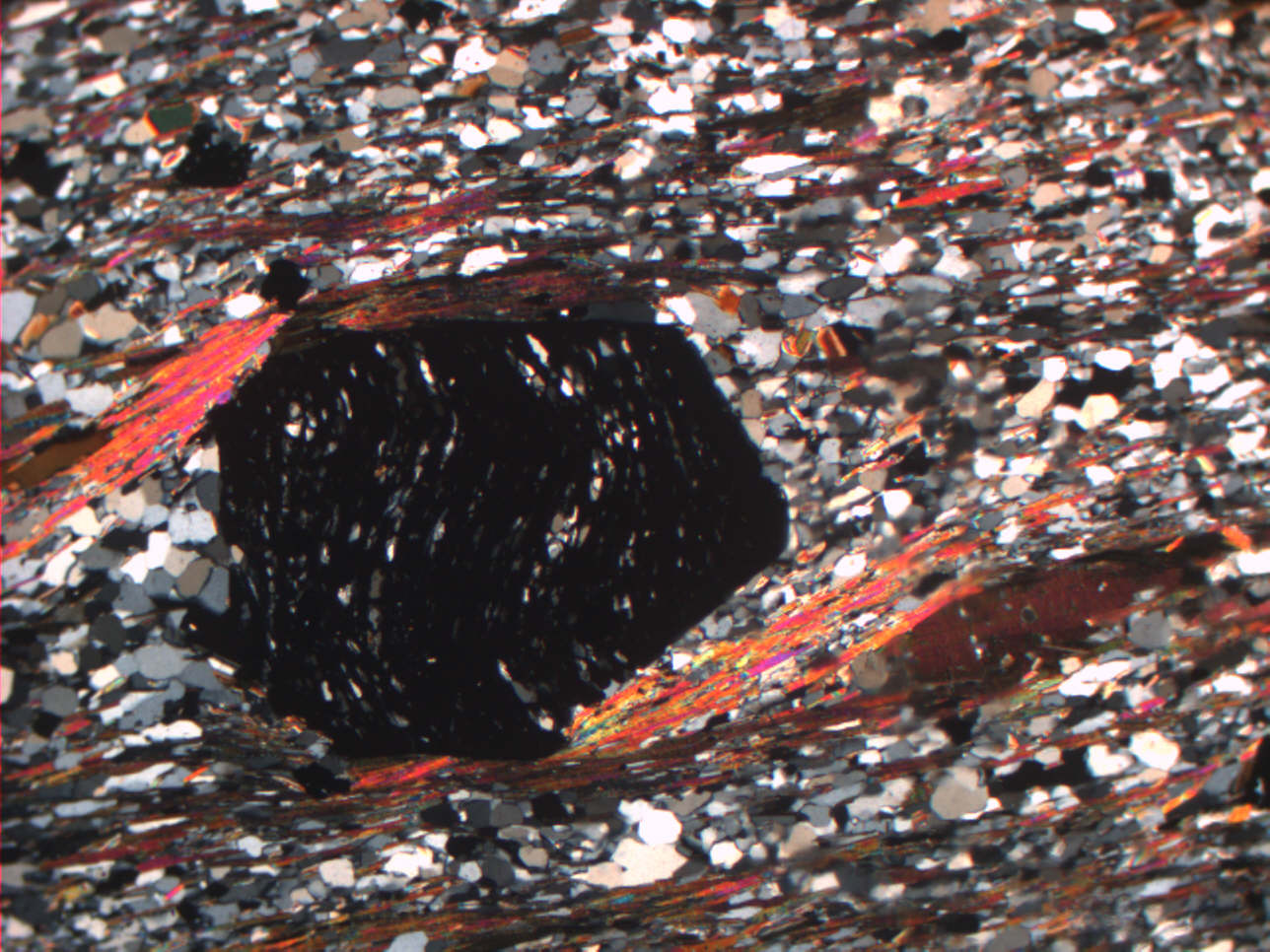
Pohled na porfyroblast granátu ve svoru, obklopený slídou a křemenem v polarizačním mikroskopu ve zkřížených nikolech

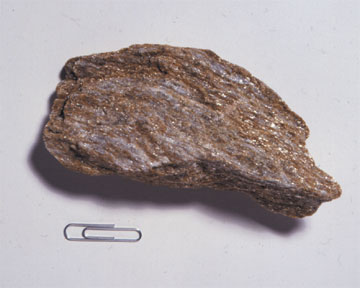
Vzorek svoru (USGS)

Je složen ze zřetelných šupin světlé slídy a hrubších zrn křemene, je druhem krystalické břidlice. Vzniká středně silnou regionální metamorfózou (mezometamorfózou), nejčastěji jílovitých sedimentů. Některé svory vznikly i retrográdní metamorfózou (metamorfismus).
Jeví výraznou foliaci díky množství lupínkovité slídy. Živec je mikroskopický (obyčejně albit) nebo i schází; tím se mj. liší svor od rul, které obsahují hojné makroskopicky patrné živce (draselné nebo plagioklasy bazičtější než albit). Svory jsou spjaty plynulými přechody se svými ekvivalenty - jako s níže metamorfovaným svorovým fylitem (jemnozrnnější, již s mikrošupinatým sericitem) nebo výše metamorfovanými svorovými rulami (liší se hrubší zrnitostí a obsahem i složením živců).
Pouhým okem lze dobře rozeznat slídy, hlavně muskovit, méně biotit a též křemen. Podíl živců, z nichž převažuje kyselý plagioklas (hlavně albit) je nízký a obvykle nepřesahuje 10 % ze světlých minerálů. Z vedlejších minerálů je zastoupen i amfibol a granát. V závislosti na složení matečné horniny (zvláště obsahu Al, Ca) se objevují i různé další minerály, často jako porfyroblasty – kyanit, andalusit, granát, staurolit aj. Akcesorické minerály svorů jsou hlavně turmalín, apatit, grafit, chlorit, rudy (magnetit) a jiné. Od rul se svory liší nedostatkem živců. Odlučnost svorů je dokonale břidličnatá, až deskovitá. Svory jsou většinou světle zbarvené, světle šedé, šedavé, žlutavé i zelenavé ale i červenohnědé, hnědočerné nebo černé horniny s výraznou foliací, plochy foliace jsou často nápadně lesklé. Barva svorů závisí na převládajícím druhu slídy. Podle minerálního složení se rozeznávají granátické, turmalinické, chloritické, grafitické, staurolitové a jiné typy svorů.
Textura horniny je nejčastěji plošně paralelní, hornina je drobně, středně až hrubě zrnitá. Struktura bývá porfyroblastická s lepidoblastickou, granolepidoblastickou nebo lepidogranoblastickou základní tkání. Běžně se v hornině střídají polohy slídových a zrnitých minerálů, četné bývají polohy a čočky sekrečního křemene.
Většina svorů odpovídá metamorfním podmínkám přechodu z facie zelených břidlic do facie amfibolitové. Při vyšších stupních metamorfózy vzniká granát a staurolit (asi 500 °C) na úkor chloritu nebo chloritoidu, zvyšuje se podíl biotitu a plagioklasu. Hornina může přecházet až do tzv. svorových rul.

## Druhy
Detailnější členění svorů můžeme provést podle obsahu slíd:
- svor muskovitový
- svor muskovit-biotitový
- svor dvojslídný nebo
- svor paragonitový.

Velmi často se používá i označení podle významných vedlejších minerálů, které obvykle tvoří porfyroblasty:
- svor granátový
- staurolitový
- kyanitový
- kalcitový

Dalšími minerály ve svorech mohou být turmalín či andalusit.

## Výskyt
Vyskytuje se běžně v horách Českého masívu, např. v Hrubém Jeseníku, další výskyty jsou známy z krušnohorského krystalinika z Klínovce. Nacházejí se i v domažlickém krystaliniku, u Kaplice a celém moraviku, hlavně okolí Vranova nad Dyjí v moravské svorové zóně, orlicko-kladském krystaliniku nebo sileziku.
V Západních Karpatech se svory vyskytují společně s rulami zejména v krystaliniku jádrových pohoří jako je Tribeč, Považský Inovec (v severním – seleckém bloku), Malé Karpaty (granátické a staurolitové) a v Tatrách. Běžné jsou také v krystaliniku veporika. hlavně v Slovenském rudohoří a Kráľovoholských Tatrách

## Využití
V raném středověku byly svory využívány k výrobě mlýnských kamenů – žernovů. Svory nemají dnes žádné významné praktické použití. Mohou být použity jako kamenivo, do betonů, jako drť ke stavbě silnic atd.